# Sutuurlijn

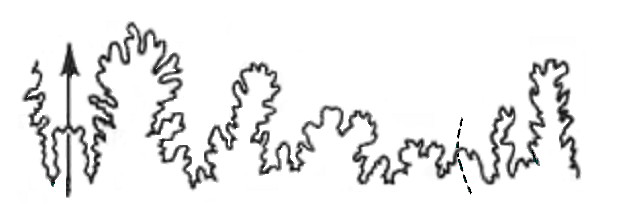
Voorbeeld van sutuurlijnen

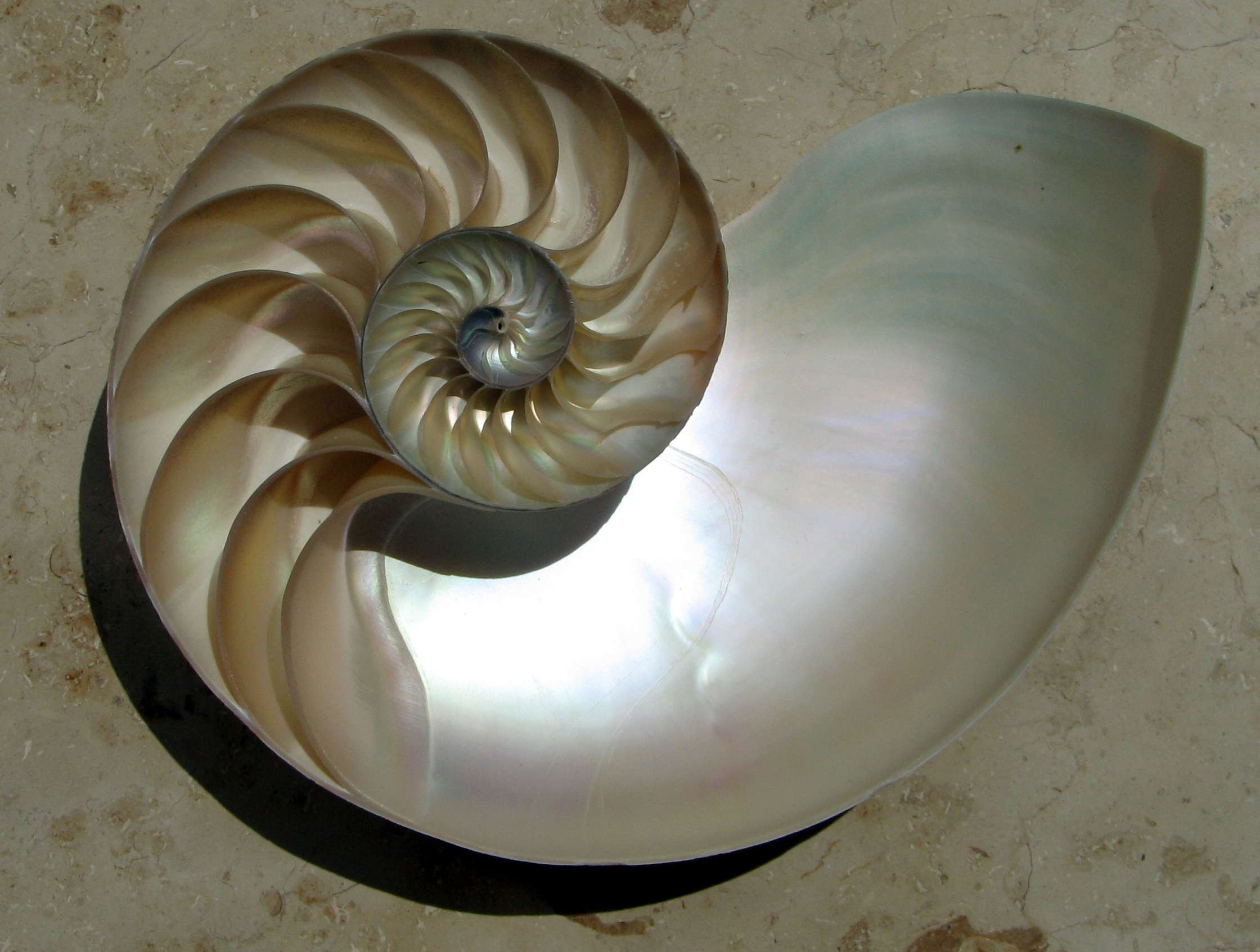
De eenvoudige vorm van de septa, zoals te zien in een doorgesneden schelp van Nautilus pompilius

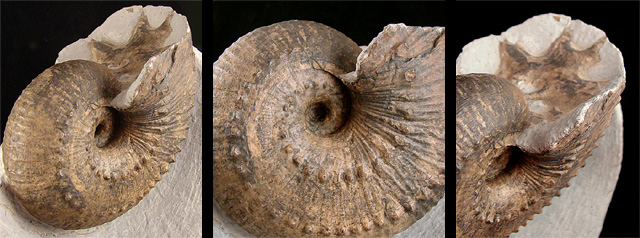
Een ammoniet met een septum dat lobben en zadels vertoont, zichtbaar omdat de laatste kamer is afgebroken

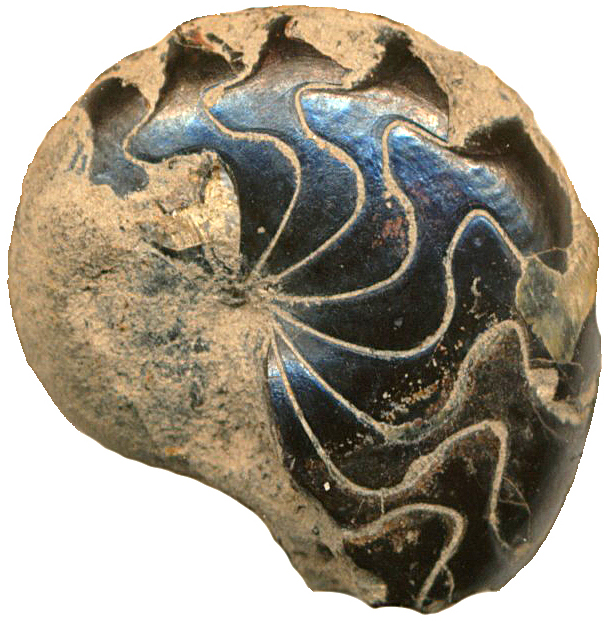
Cheiloceras, met eenvoudige sutuurlijnen

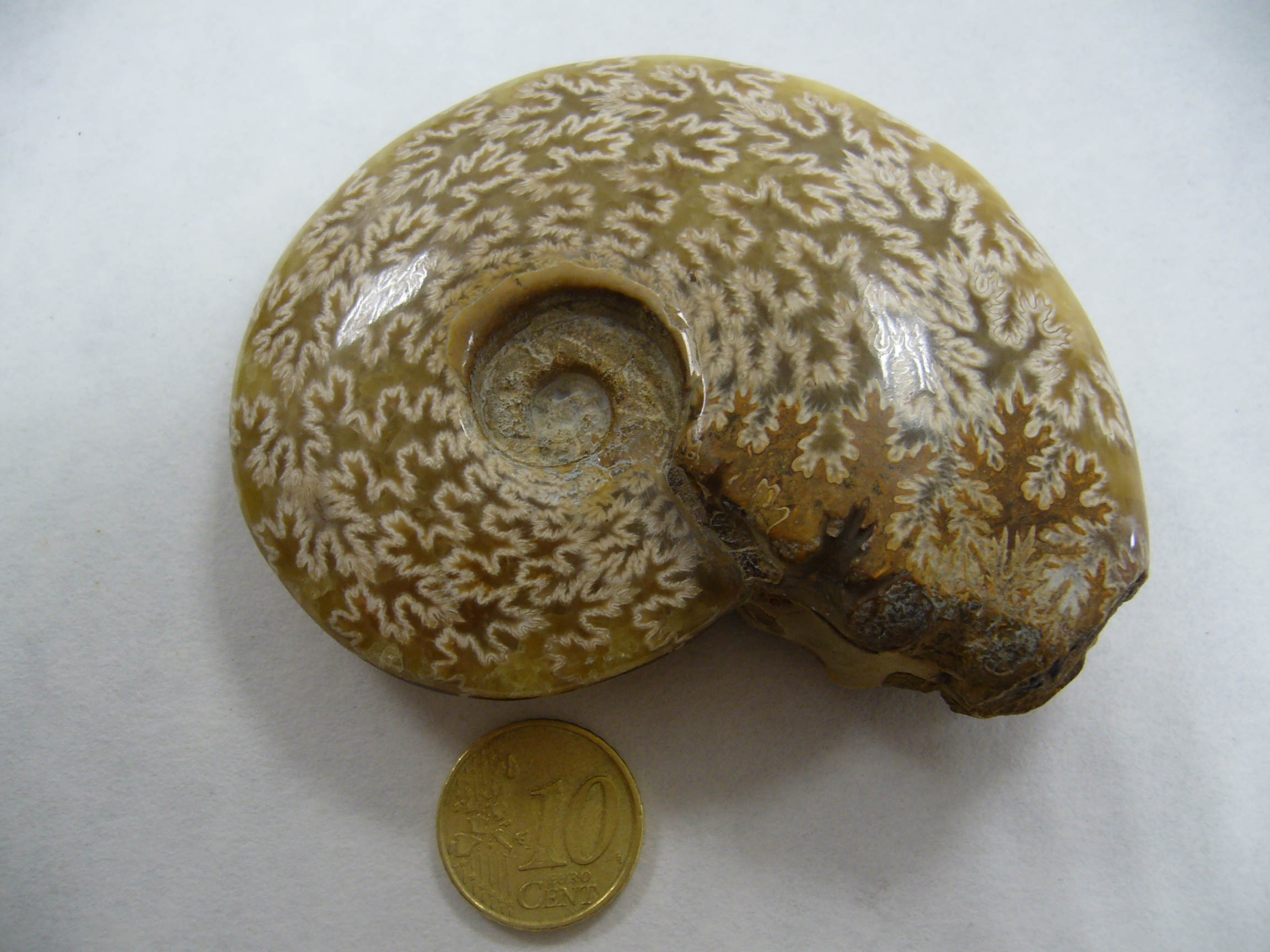
Deze Cleoniceras, waarvan de schelp goeddeels is afgesleten, laat veel ingewikkelder sutuurlijnen zien

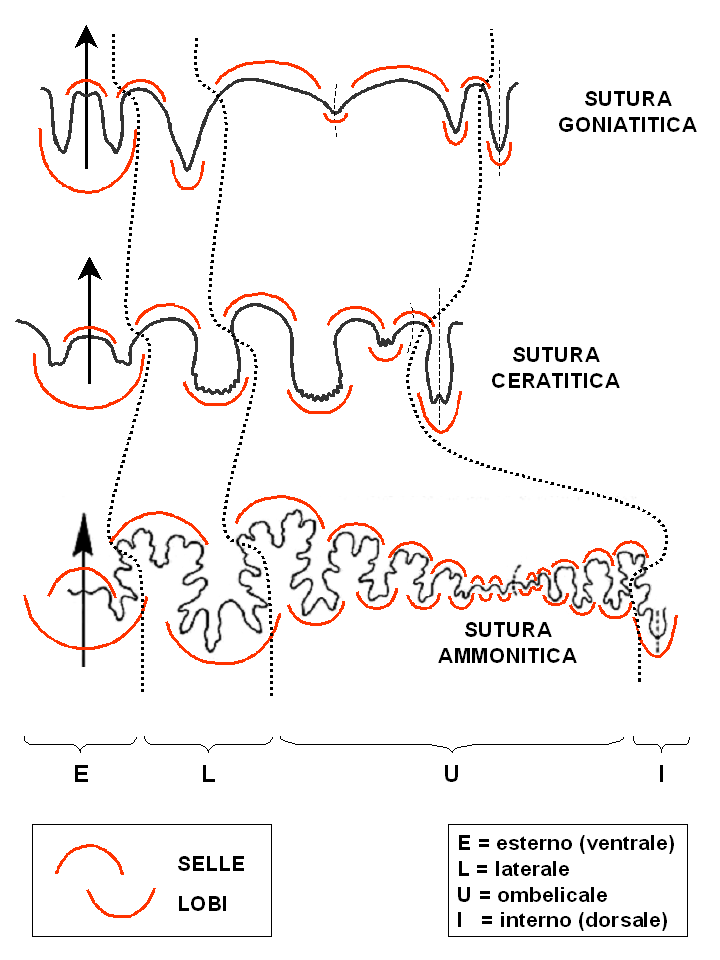
Terminologie bij de sutuurlijnen

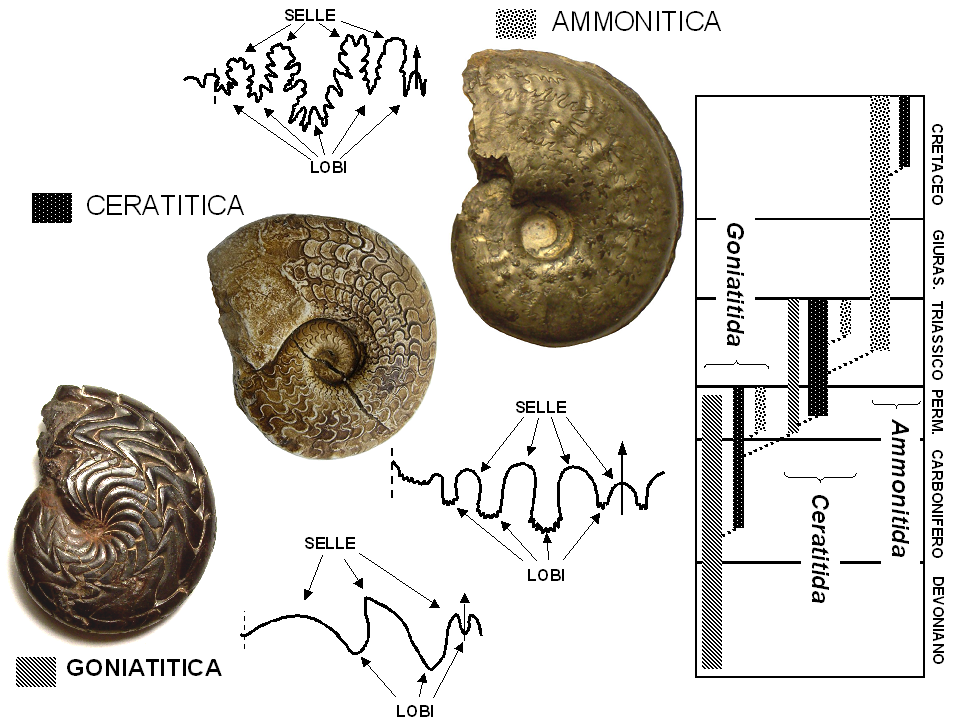
De ontwikkeling van de sutuurlijnen: van de eenvoudige lijnen bij Goniatitida via de Ceratitida naar de ingewikkelde structuren bij Ammonitida

Een sutuurlijn is bij gastropoden, nautiloïden en ammonieten de lijn waarlangs een tussenschot (septum, mv. septa) met de binnenzijde van de schelpwand verbonden is. Bij fossielen is dit vaak een belangrijk determinatiekenmerk.
De schelp van de ammonieten is meestal in een spiraal gewonden. Door dwarsschotten is deze spiraal in kamers verdeeld. De naad tussen dwarsschot en schelpwand wordt de sutuurlijn genoemd. Als de schelpwand nog helemaal gaaf is, blijft de sutuurlijn onzichtbaar. Indien echter door erosie de buitenkant van de schelp weggewerkt is, komt de sutuurlijn bloot te liggen.
De sutuurlijnen bij ammonieten worden verdeeld in lobben en zadels, die weer onderverdeeld kunnen zijn in de meest ingewikkelde vormen. Hoewel de eenvoudige vormen gewoonlijk tot de primitieve soorten behoren, zijn er in de loop van de ontwikkeling weer zulke vereenvoudigingen opgetreden dat de jongste soorten overeenkomsten vertonen met de primitiefste.
Het uiterst veelsoortige verloop van de sutuur of sutuurlijn kan als een van de belangrijkste maatstaven gelden in de systematiek van de ammonieten. Evenzo leerzaam als de vorm van een volledig ontwikkelde sutuur is ook haar ontwikkeling aan het individu (ontogenese) en in de opeenvolging van de voorouders (fylogenie).